# تآثر ضام

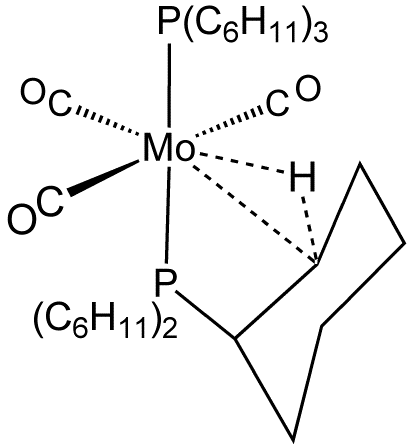
مركب Mo(PCy_{3})_{2}(CO)_{3} يبدي حالة التآثر الضام.

التآثر الضام (ملاحظة 1) هو مصطلح يستخدم في الكيمياء العضوية الفلزية للإشارة إلى التآثر بين فلز انتقالي غير مشبع التناسق مع رابطة كيميائية كربون هيدروجين (C-H)، وذلك عندما يدخل إلكترونان من الرابطة C-H في المدار d الفارغ التابع للفلز الانتقالي، مما يؤدي إلى نشوء رابطة ثلاثية المركز ثنائية الإلكترون.
تعد تفاعلات الإضافة التأكسدية والحذف الاختزالي من الأمثلة على التفاعلات الكيميائية التي تتم عبر تشكل مركبات وسطية ذات روابط تبدي خاصية التآثر الضام.
اشتق لفظ Agostic من كلمة إغريقية تعني يحضن أو يضم، وابتدعت من قبل الكيميائي موريس بوكهارت Maurice Brookhart ومالكوم غرين Malcolm Green بناء على اقتراح من جاسبر غريفن Jasper Griffin لوصف هذا التوع من التآثر.

## أمثلة
من أمثلة هذا التآثر حدوثه في المعقد التناسقي ثنائي كلوريد مثالث(ثلاثي فينيل فوسفين) الروثينيوم tris(triphenylphosphine) ruthenium dichloride، حيث لوحظ تآثر قصير الأمد بين مركز الروثينيوم (II) وذرة الهيدروجين في الموقع أورثو لواحدة من حلقات الفينيل التسعة.
هناك العديد من معقدات البورهيدريد التي وصفت بواسطة علم البلورات على أنها حاوية على روابط 3c-2e ذات تآثر ضام.

## اقرأ أيضاً
- رابطة ثلاثية المركز ثنائية الإلكترون
- تفاعل حذف الهيدريد بيتا

## هوامش
ملاحظة 1 يقابلها باللغة الإنجليزية Agostic interaction.